# La verità in cimento
La verità in cimento és una òpera en tres actes composta per Antonio Vivaldi sobre un llibret italià de Giovanni Palazzi. S'estrenà al Teatro Sant'Angelo de Venècia el 26 d'octubre de 1720.
En una època de gran fervor i interès per la composició per part del públic, que va arribar a representar una alternativa seriosa als compositors com Carlo Francesco Pollarolo i Giuseppe Maria Orlandini, Vivaldi va ser també objecte de la sàtira de Benedetto Marcello, que sembla referir-se als personatges de La verità in cimento en el seu provocador pamflet Il teatro alla moda (Venècia, 1720).

## Sinopsi
Mamoud, sultà de Cambaja, té dos fills. Melindo, fill de Rustena (dona de Mamoud) i Selim, fill de Damir (la favorita del sultà). El legítim hereu del sultà és Melindo. Roxane, hereu del sultanat de Joghe, enemic de Cambaja, Melindo ha casar-se amb la finalitat de garantir la pau entre els dos països. No obstant això, abans de casar-se, decideix revelar que Mamoud Melindo no és el fill de Rustena sinó de Damir i Selim, el fill de Rustena. Damir, que havia participat en el desenvolupament d'aquesta mentida, posa en dubte la paraula de Mamoud amb l'objectiu de fer pujar al tron al seu fill Melindo. Rustena, enganyat per les paraules de Damir, dona suport Melindo.
Roxane, que està enamorada Melindo i amb el que anava a casar-se, es veu obligada a casar-se amb Selim. Melindo, que veu el seu lloc ocupat pel seu germanastre, crida a la injustícia, Roxane plora el seu amor per Melindo, Damir i Rustena tracten de canviar el pensament del sultà i Selim ja no saben què fer, esquinçat entre el seu amor pel seu germà el que porta a Roxane i el tron. Però és Selim el que porta el desenllaç de la història. De fet, es proposa compartir el poder amb Melindo i deixar que es casi amb ell Roxane, ja que ella l'estima.